# Jusuf Nurkić
Jusuf Nurkić (Živinice, 23 de agosto de 1994) es un jugador de baloncesto bosnio que pertenece a la plantilla de los Utah Jazz de la NBA. Con 2,13 metros de estatura juega en la posición de pívot.

## Trayectoria deportiva

### Inicios (2010-2012)
Nurkić jugó durante más de dos temporadas con el equipo esloveno Zlatorog Laško en las categorías inferiores. En febrero de 2012, fue cedido brevemente a Union Olimpija para jugar en el Campeonato Internacional Junior Nike Euroliga que se celebró en Belgrado. Nurkić promedió 18.8 puntos y 11 rebotes en 5 partidos. Poco después de volver del torneo, se separó de Zlatorog Laško a finales de febrero. Pocos días después se reveló que estaba entrenando con el equipo croata Cedevita.

### Profesional

#### Cedevita Zagreb (2012-2014)
En octubre de 2012, después de unos meses de entrenamiento con el equipo croata Cedevita, Nurkić firmó por cuatro años en un contrato con ellos. Después de firmar su contrato, en la conferencia de prensa dio la razón por la separación del Zlatorog Laško, acusando a su exentrenador Miloš Šporar por no darle la oportunidad de jugar. En su primera temporada con el Cedevita, tuvo un pequeño papel en el equipo bajo el entrenador Aleksandar Petrović, mayormente jugando los minutos basuras. En la Euroliga, jugó solo 6 partidos, promediando 1,8 puntos por partido. 
En enero de 2013, Nurkić fue cedido al Zadar hasta el final de la temporada, dispuesto a jugar más minutos.
En su segunda temporada, bajo el nuevo entrenador Jasmin Repeša realizó grandes avances en la Liga Adriática regional, con un promedió de 11,6 puntos y 5,6 rebotes por partido, aunque solo pasa 16,3 minutos en la cancha, principalmente a causa de problemas y cuestiones de acondicionamiento de faltas. Al término de la temporada estuvo nominado al Jugador Joven del Año Europeo de la FIBA.

##### Euroliga
| Año     | Equipo   | PJ | PT | MPP | %TC  | %3P   | %TL  | RPP | APP | ROB | TPP | PPP |
| ------- | -------- | -- | -- | --- | ---- | ----- | ---- | --- | --- | --- | --- | --- |
| 2012–13 | Cedevita | 6  | 0  | 3.7 | .625 | 1.000 | .000 | .7  | .0  | .2  | .5  | 1.8 |

#### Denver Nuggets (2014-2017)
El 26 de junio de 2014, Nurkić fue seleccionado en la decimosexta posición del Draft de la NBA de 2014 por los Chicago Bulls, siendo traspasado a los Denver Nuggets en la noche del draft. A finales de julio de 2014, firmó un contrato con los Nuggets. Debutó en la NBA el 29 de octubre ante Detroit Pistons. El 1 de enero de 2015 consiguió su primer doble-doble con 10 puntos y 10 rebotes. Fue invitado a participar en el Rising Stars Challenge del All-Star Weekend de 2015, como reemplazo del lesionado Steven Adams, pero declinó la invitación por motivos personales.
En su segundo año con los Nuggets, estuvo fuera de circulación hasta el 2 de enero de 2016, debido a la recuperación por una lesión del tendón rotuliano de la rodilla izquierda. Cuatro días más tarde, el 6 de enero, registró 15 puntos, 10 rebotes y 5 tapones ante Minnesota Timberwolves.
Al comienzo de su tercera temporada en Denver, el 26 de octubre de 2016, anotó 23 puntos ante New Orleans Pelicans. Cinco días más tarde, capturó 18 rebotes antes Toronto Raptors. Pero la irrupción de Nikola Jokić como pívot titular, hizo que Nurkić fuera desplazado al banquillo.

#### Portland Trail Blazers (2017-2023)

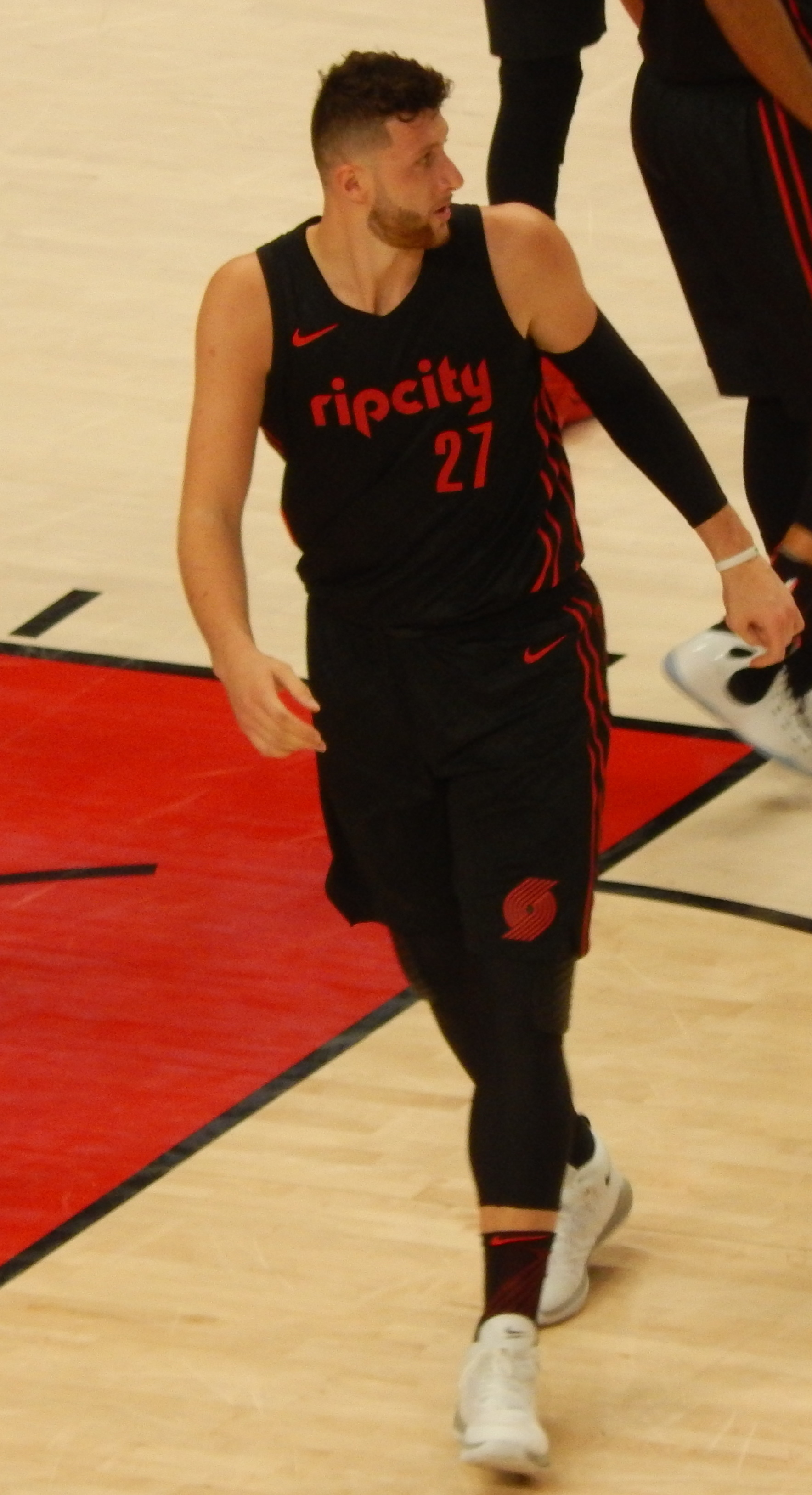
Nurkić en febrero de 2018 con los Blazers.

El 13 de febrero de 2017 fue traspasado, junto con los derechos de los Memphis Grizzlies de la primera ronda del draft de 2017, a Portland Trail Blazers, a cambio de Mason Plumlee, una segunda ronda de 2018 y dinero. En su primer encuentro como titular, el 23 de febrero ante Orlando Magic, registró un doble-doble de 12 puntos y 12 rebotes. El 9 de marzo, alcanza los 28 puntos y los 20 rebotes ante Philadelphia 76ers. El 28 de marzo consigue su mejor marca de anotación con 33 puntos y 15 rebotes ante Denver Nuggets. Tres días después, fue descartado para el resto de la temporada regular con una fractura no desplazada en la pierna derecha. Pero finalmente regresó el 22 de abril, durante la primera ronda de playoffs ante Golden State Warriors.
En su segunda campaña con los Blazers, el 24 de noviembre de 2017, anota 29 puntos y captura 15 rebotes ante Brooklyn Nets. El 9 de abril de 2018, registra 20 puntos y 19 rebotes ante los Nuggets. El 6 de julio, renueva con los Blazers.
Durante su tercera temporada en Portland, el 1 de enero de 2019 ante Sacramento Kings, consigue su récord personal al capturar 23 rebotes, además de 24 puntos, 7 asistencias, 5 tapones y 5 robos. De esta manera registró un 5x5 y se convirtió en el único jugador en la historia de la NBA en conseguir dichas estadísticas. El 25 de marzo, cuando llevaba 32 puntos y 16 rebotes en un partido ante Brooklyn Nets, sufrió una terrible lesión al caer al suelo tras saltar a un rebote, fracturándose tibia y peroné. A pesar de no finalizar el encuentro, fue su mejor marca de anotación esa temporada, y lo Blazers confirmaron al término del encuentro que no volvería a jugar más esa temporada.
En su cuarto año apenas disputó 8 encuentros, ya que la fecha de su regreso estada fechada para el 15 de marzo de 2020, pero debido al parón por la pandemia de COVID-19, regresó el 31 de julio, en la "burbuja de Orlando", ante  Memphis Grizzlies. anotando 18 puntos, 9 rebotes y 6 tapones.
Durante su quinta temporada en el equipo, el 14 de enero de 2021 se fracturó la muñeca en un encuentro ante Indiana Pacers. Regresó a las pistas el 26 de marzo ante Orlando Magic. El 23 de abril ante Memphis Grizzlies anotó 26 puntos.
En su sexto año, el 6 de enero de 2022, ante Miami Heat, fue expulsado del encuentro tras un incidente con Tyler Herro. Al día siguiente, la NBA le multó con $25 000 por ello. El 22 de enero ante Boston Celtics anota 29 puntos. El 22 de marzo fue multado con $40 000, tras encararse con un aficionado al finalizar el encuentro ante Indiana Pacers, donde Nurkić lanzó el teléfono móvil del aficionado a la grada.
El 1 de julio de 2022 acuerda una extensión de contrato con los Blazers por 4 años y $70 millones.

#### Phoenix Suns (2023-2025)
Tras siete temporadas en Portland, el 27 de septiembre de 2023, es traspasado a Phoenix Suns en un intercambio entre tres equipos.
El 3 de marzo de 2024 ante Oklahoma City Thunder capturó 31 rebotes, récord personal, récord de franquicia y registro más alto en la NBA desde 2010.

#### Charlotte Hornets (2025)
El 6 de febrero de 2025 es traspasado a los Charlotte Hornets a cambio de Cody Martin y Vasilije Micić.

#### Utah Jazz (2025-presente)
El 29 de junio de 2025 es traspasado a Utah Jazz a cambio de Collin Sexton.

### Selección nacional
En 2012 debutó con en las categorías inferiores de Bosnia disputando el EuroBasket Sub-18 Division B, y en 2014 el EuroBasket Sub-20 Division B, torneos en los que fue nombrado MVP. También en 2012 debutó con la absoluta en los encuentros de preparatorios para el EuroBasket de 2013, aunque finalmente no fue integrante de la plantilla del torneo.
En 2016 colaboró en los encuentros preparatorios para el EuroBasket del año siguiente, y en 2017 y 2021 en los enuentros clasificatorios para el Mundial de 2019 y 2023, respectivamente, pero el equipo no se clasificó.
Su primer gran torneo llegó en septiembre de 2022 cuando disputó con el combinado absoluto bosnio-herzegovino el EuroBasket 2022, finalizando en decimoctava posición.

## Estadísticas de su carrera en la NBA

### Temporada regular
| Año     | Equipo    | PJ  | PT  | MPP  | %TC  | %3P  | %TL  | RPP  | APP | ROB | TPP | PPP  |
| ------- | --------- | --- | --- | ---- | ---- | ---- | ---- | ---- | --- | --- | --- | ---- |
| 2014-15 | Denver    | 62  | 27  | 17.8 | .446 | .000 | .636 | 6.2  | .8  | .8  | 1.1 | 6.9  |
| 2015-16 | Denver    | 32  | 3   | 17.1 | .417 | .000 | .616 | 5.5  | 1.3 | .8  | 1.4 | 8.2  |
| 2016-17 | Denver    | 45  | 29  | 17.9 | .507 | .000 | .496 | 5.8  | 1.3 | .6  | .8  | 8.0  |
| 2016-17 | Portland  | 20  | 19  | 29.2 | .508 | .000 | .660 | 10.4 | 3.2 | 1.3 | 1.9 | 15.2 |
| 2017-18 | Portland  | 79  | 79  | 26.4 | .505 | .000 | .630 | 9.0  | 1.8 | .8  | 1.4 | 14.3 |
| 2018-19 | Portland  | 72  | 72  | 27.3 | .508 | .103 | .773 | 10.4 | 3.2 | 1.0 | 1.4 | 15.6 |
| 2019-20 | Portland  | 8   | 8   | 31.6 | .495 | .200 | .886 | 10.3 | 4.0 | 1.4 | 2.0 | 17.6 |
| 2020-21 | Portland  | 37  | 37  | 23.8 | .514 | .400 | .619 | 9.0  | 3.4 | 1.0 | 1.1 | 11.5 |
| 2021-22 | Portland  | 56  | 56  | 28.2 | .535 | .268 | .690 | 11.1 | 2.8 | 1.1 | .6  | 15.0 |
| 2022-23 | Portland  | 52  | 52  | 26.8 | .519 | .361 | .661 | 9.1  | 2.9 | .8  | .8  | 13.3 |
| 2023-24 | Phoenix   | 76  | 76  | 27.3 | .510 | .244 | .640 | 11.0 | 4.0 | 1.1 | 1.1 | 10.9 |
| 2024-25 | Phoenix   | 25  | 23  | 23.7 | .454 | .322 | .696 | 9.2  | 1.9 | .9  | .6  | 8.6  |
| 2024-25 | Charlotte | 26  | 9   | 18.1 | .497 | .283 | .627 | 6.5  | 2.6 | .7  | .7  | 9.2  |
| Total   | Total     | 590 | 490 | 24.3 | .501 | .285 | .667 | 8.8  | 2.5 | .9  | 1.1 | 11.8 |

### Playoffs
| Año   | Equipo   | PJ | PT | MPP  | %TC  | %3P  | %TL  | RPP  | APP | ROB | TPP | PPP  |
| ----- | -------- | -- | -- | ---- | ---- | ---- | ---- | ---- | --- | --- | --- | ---- |
| 2017  | Portland | 1  | 1  | 17.0 | .333 | .000 | .000 | 11.0 | 4.0 | .0  | 1.0 | 2.0  |
| 2018  | Portland | 4  | 4  | 23.5 | .487 | .000 | .818 | 8.0  | 1.0 | 1.5 | 1.3 | 11.8 |
| 2020  | Portland | 5  | 5  | 32.2 | .439 | .273 | .783 | 10.4 | 3.6 | 1.4 | .2  | 14.2 |
| 2021  | Portland | 6  | 6  | 28.8 | .545 | .200 | .720 | 10.3 | 2.7 | .5  | 1.2 | 13.2 |
| 2024  | Phoenix  | 4  | 4  | 25.9 | .500 | .000 | .455 | 8.3  | 2.8 | 1.5 | 1.5 | 7.8  |
| Total | Total    | 20 | 20 | 27.4 | .489 | .211 | .714 | 9.5  | 2.7 | 1.1 | 1.0 | 11.5 |